# Frostdygn
Frostdygn är ett klimatologiskt begrepp som innebär att minimitemperaturen under ett temperaturdygn (19:00–19:00) understiger 0 °C.
I Sverige varierar det genomsnittliga antalet frostdygn per år – sett till referensperioden 1961–1990 – beroende på geografisk plats; vid Skånes kuster rör det sig om cirka 75 stycken medan det i nordvästra Norrland är drygt 240 stycken.
Under sommarhalvåret talas det ofta istället om frostnätter (järnnätter) på grund av att frost då primärt förväntas under nattetid.